# Astragalus tolucanus
Astragalus tolucanus là một loài thực vật có hoa trong họ Đậu. Loài này được Robinson & Seaton miêu tả khoa học đầu tiên.